# Yu Jun-sang
Yoo Jun-sang (* 28. November 1969 in Seoul) ist ein südkoreanischer Schauspieler und Sänger. 2003 heiratete er die Schauspielerin Hong Eun-hee. Gemeinsam hat das Paar zwei Söhne.

## Filmografie
- 1999: Tell Me Something (텔미썸딩)
- 2000: Nightmare – The Horror Game Movie (가위 Gawi)
- 2001: Ppalgan Piteo-ui Gobaek (빨간 피터의 고백)
- 2003: Show Show Show (쇼쇼쇼)
- 2005: My Wedding Campaign (나의 결혼 원정기 Na-ui Gyeolhon Wonjeonggi)
- 2007: Wide Awake (리턴)
- 2009: Like You Know it All (잘 알지도 못하면서 Jal Aljido Mothamyeonseo)
- 2009: Where is Ronny… (로니를 찾아서 Roni-reul Chajaseo)
- 2010: Moss (이끼 Ikki)
- 2010: Hahaha (하하하)
- 2011: The Most Beautiful Goodbye (세상에서 가장 아름다운 이별 Sesangeseo Gajang Areumdaun Ibyeol)
- 2011: The Day He Arrives (북촌방향 Bukchonbanghyang)
- 2012: Into the Sun – Kampf über den Wolken (R2B: 리턴 투 베이스 R2B: Return to Base)
- 2012: In Another Country (다른 나라에서 Dareun Nara-eseo)
- 2012: Touch (터치)
- 2013: Haewon und die Männer (누구의 딸도 아닌 해원)
- 2013: Fists of Legend (전설의 주먹 Jeonseol-ui Jumeok)
- 2014: The Target (표적 Pyojeok)
- 2014: The Painter (화가 Hwaga)
- 2015: Right Now, Wrong Then (지금은맞고그때는틀리다 Jigeumeun Matgo Geuttaeneun Teullida)
- 2020: Unheimliche Gegner (koreanisch 경이로운 소문, RR Gyeong-iroun Somun)